# Pölla
Pölla je městečko ležící v rakouské spolkové zemi Dolní Rakousko v okrese Zwettl. Nachází se zhruba uprostřed historického území Waldviertel, jež se rozkládá na severozápadě Dolních Rakous u hranic s Českou republikou. Městečko leží ve východní části okresu Zwettl, asi 25 km severovýchodně od okresního města.
Katastrální území Pölla má rozlohu 104,5 km2, z čehož 46 % je zalesněných. K 1. lednu 2018 zde žilo 939 obyvatel.
Městys Pölla tvoří tyto části:
- Altpölla
- Döllersheim
- Felsenberg
- Franzen
- Kienberg
- Kleinenzersdorf
- Kleinraabs
- Krug
- Neupölla
- Nondorf
- Ramsau
- Reichhalms
- Riegers
- Schmerbach am Kamp
- Thaures
- Waldreichs
- Wegscheid am Kamp
- Wetzlas

## Pamětihodnosti

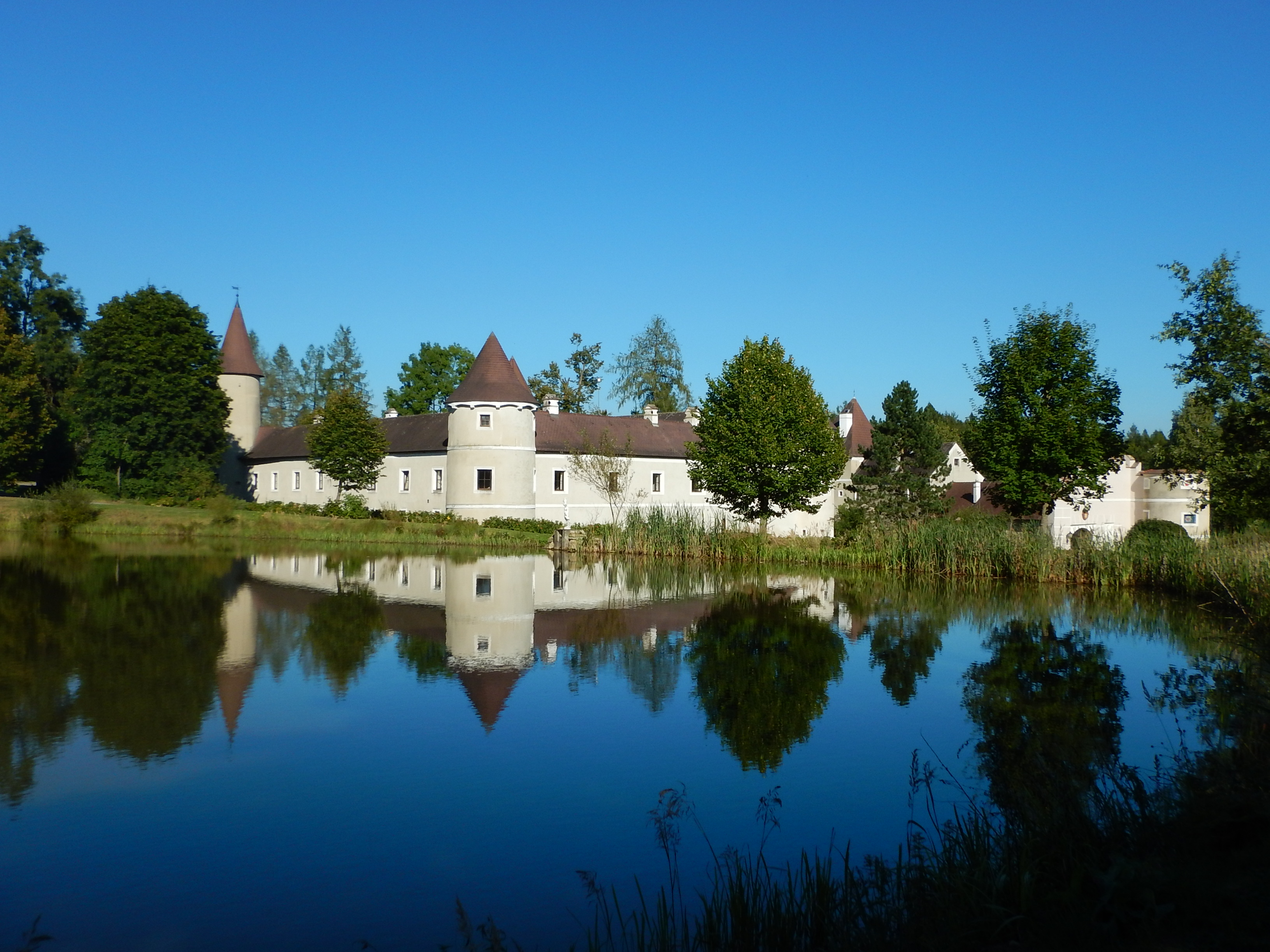
Zámek Waldreichs

- Kostel v Döllersheimu
- Muzeum v Neupölle
- Dobra (zřícenina hradu)
- Schauenstein (Pölla)
- Zámek Waldreichs
- Zámek Wetzlas